# Gobierno Autónomo Territorial de la Nación Wampís
El Gobierno Autónomo Territorial de la Nación Wampis (GTANW), a menudo referido simplemente como Nación Wampis, es una organización indígena peruana dedicada a representar al pueblo wampís y administrar su territorio. Se reconoce como un gobierno autónomo paralelo al Estado peruano y fue creado el 29 de noviembre de 2015 a partir de la unión de 27 comunidades wampís. Es el primer gobierno indígena del país y representa a más de 15 000 personas.
Si bien la Nación Wampis aún no ha sido reconocida por el Estado Peruano, en 2017 la Comisión de Pueblos Andinos, Amazónicos y Afroperuanos, Ambiente y Ecología del Congreso de la República otorgó un premio a la Nación Wampis por el rol que ha desarrollado en la defensa del medio ambiente.
La Nación Wampis participó en la decimoquinta Conferencia de las Naciones Unidas sobre Diversidad Biológica de 2022 (COP15) en diciembre de 2022 en Montreal, Canadá. La Nación Wampis ha sido reconocida dentro de la Iniciativa TICCA como territorio de vida gestionado de manera autónoma por parte una nación originaria.

## Antecedentes
El proceso que llevó a la creación de la Nación Wampis se generó a partir de la presencia de industrias extractivas en el territorio wampis. El proceso de creación involucró el desarrollo de más de 50 reuniones comunitarias y 15 asambleas generales antes de declarar el 29 de noviembre de 2015 la creación del Gobierno Autónomo Territorial de la Nación Wampis.
Los estatutos por los cuales se rige el GTNAW se basan en la obligación del Estado Peruano de respetar la autonomía y derechos de los pueblos y naciones indígenas establecidas en el Convenio 169 de la OIT sobre pueblos indígenas y tribales (ratificado por el Gobierno del Perú en 1994). El primer borrador de estatutos se desarrolló en 2014 y el tercero y final se validó en junio de 2015. Los estatutos cuentan con 94 artículos organizados en ocho capítulos.

## Organización territorial
El territorio de la Nación Wampis abarca más de un millón 300 mil hectáreas en las cuencas de los ríos Santiago y Morona (los ríos Kanus y Kankaim en idioma huambisa), que se ubican dentro de las regiones de Amazonas y Loreto en la Amazonía del Perú.

## Pámuk
Los wampís no forman gobiernos centralizados. No obstante, en tiempos de crisis y ante amenazas externas se suelen reconocer unidades autónomas que reúnen a varias comunidades. Es en esas circunstancias que aparece la figura del Pámuk, siendo este «un hombre que ha obtenido la visión», y  por lo tanto con la capacidad de ser el consejero u orientador que se provee de poder espiritual a las comunidades para enfrentar las dificultades.
El primer Pámuk fue Wrays Pérez Ramírez, desde noviembre de 2015 hasta el 20 de abril de 2021. El siguiente y hasta ahora líder de la Nación Wampis es Teófilo Kukush Paati.
La segunda autoridad es el Pamuka ayatke, similar al rol de vicepresidente. La persona líder de cada unas de las comunidades se le asigna el título de Apu.